# Mala Gora (Zreče, Slovenija)
Mala Gora je naselje u slovenskoj Općini Zreču. Mala Gora se nalazi u pokrajini Štajerskoj i statističkoj regiji Savinjskoj. 

## Stanovništvo
Prema popisu stanovništva iz 2002. godine naselje je imalo 45 stanovnika.